# Ramón Villarino de Saa
Ramón Villarino de Saa (Xinzo de Limia, província d'Ourense, 1890 - Ourense, 1959) fou un advocat i polític gallec. Llicenciat en dret, va donar conferències a l'Ateneo de Madrid i treballà com a advocat de l'estat. Després milità a la CEDA, partit amb el qual fou elegit diputat per la província d'Ourense a les eleccions generals espanyoles de 1936.